# قرار مجلس الأمن التابع للأمم المتحدة رقم 1768
قرار مجلس الأمن التابع للأمم المتحدة رقم 1768، المتخذ بالإجماع في 31 يوليو 2007.

## القرار
أدان مجلس الأمن التدفق غير المشروع للأسلحة إلى جمهورية الكونغو الديمقراطية، وكرر الإعراب عن قلقه إزاء نشاط الميليشيات في مقاطعاتها الشرقية، ومدد حظر توريد الأسلحة إلى البلد لمدة 10 أيام أخرى.
حدد المجلس أن الآليات التي أنشأها على مدى السنوات العديدة الماضية لرصد وإنفاذ الحظر سيتم تمديدها لنفس الفترة.
وتشمل تلك الآليات حظر السفر وتجميد الأصول للأشخاص الذين ثبت أنهم انتهكوا الحظر، وفريق من الخبراء مكلف برصد الانتهاكات من خلال المعلومات التي تقدمها بعثة الأمم المتحدة في جمهورية الكونغو الديمقراطية وغيرها من الوسائل والتوصية بسبل تعزيز نظام العقوبات.

## روابط خارجية
- نص القرار في undocs.org